# Kurt Witthauer

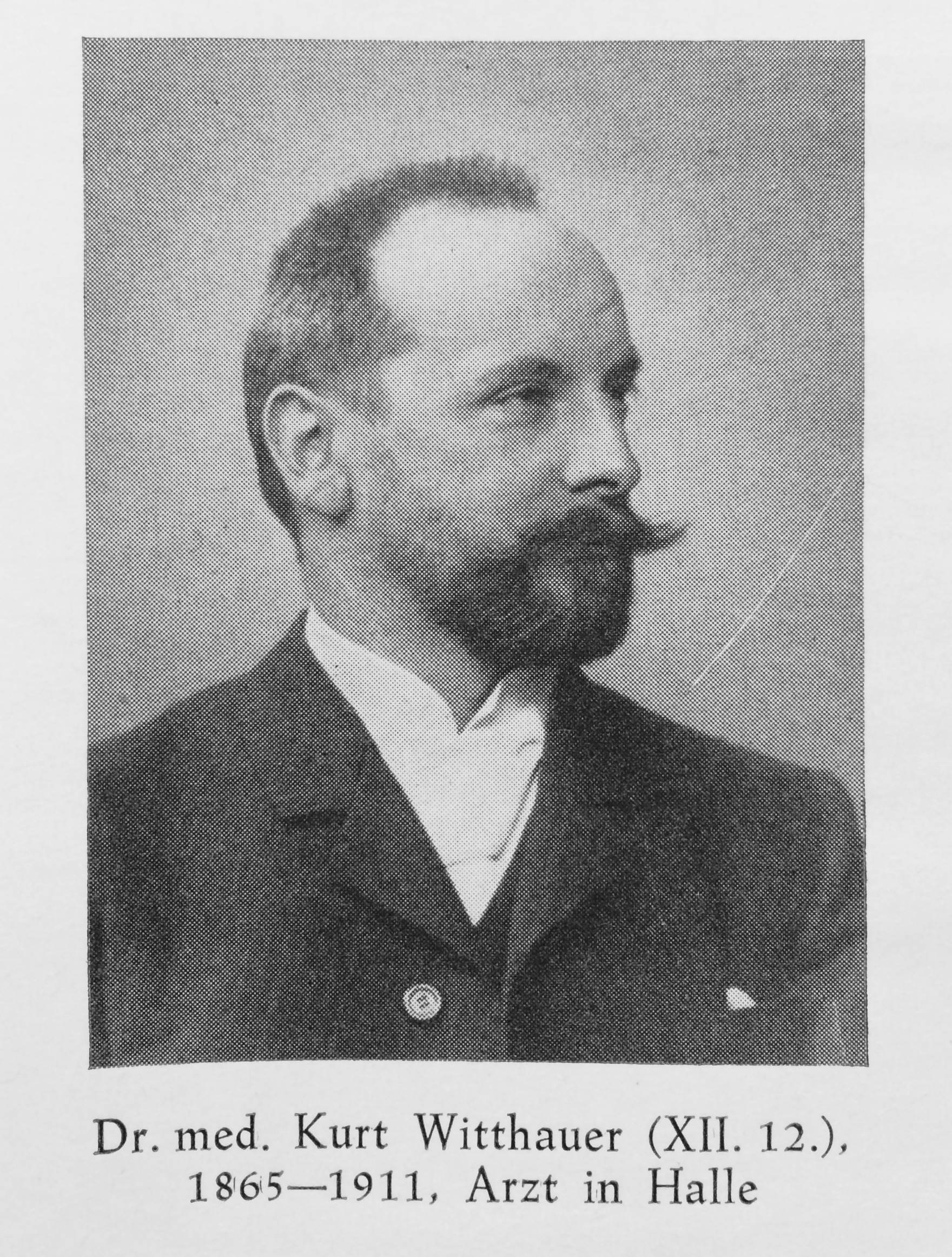
Kurt Witthauer

Kurt Witthauer (* 30. Mai 1865 in Eisenach; † 22. Februar 1911 in Oberhof) war ein deutscher Internist. Witthauer hat als erster die Wirkung von Aspirin klinisch getestet, wissenschaftlich beschrieben und publiziert.

## Leben
Kurt Witthauer wurde als zweiter Sohn eines praktischen Arztes in Eisenach geboren. Er besuchte das Karl-Friedrich-Gymnasium, wo er 1883 sein Abitur ablegte. Er begann an der Universität Jena ein Studium der Medizin. Während seines Studiums wurde er 1883 Mitglied der Burschenschaft Teutonia Jena. Nach den aktiven Semestern ging er nach München, dann nach Breslau und kehrte nach Jena zurück. 1888 legte er hier die Staatsprüfung ab.
Er promovierte im Juli 1889 zum Dr. med. Die Dissertation lautete: „Über Tetanus puerperalis im Anschluss an zwei beobachtete Fälle.“
1891 wurde er Assistenzarzt in der Inneren Abteilung des Diakonissenhauses in Halle an der Saale. Neben seiner praktischen Tätigkeit bearbeitete er interessante Fälle wissenschaftlich und veröffentlichte seine Arbeiten in ärztlichen Schriften. 1893 wurde er Leitender Oberarzt am Diakonissenhaus.
Kurt Witthauer heiratete 1894 Helene Scheibner, Tochter eines Architekten in Erfurt. Aus der Ehe gingen zwei Söhne hervor. Im Alter von 46 Jahren starb Kurt Witthauer 1911 an den Folgen einer Lungenentzündung in Oberhof.

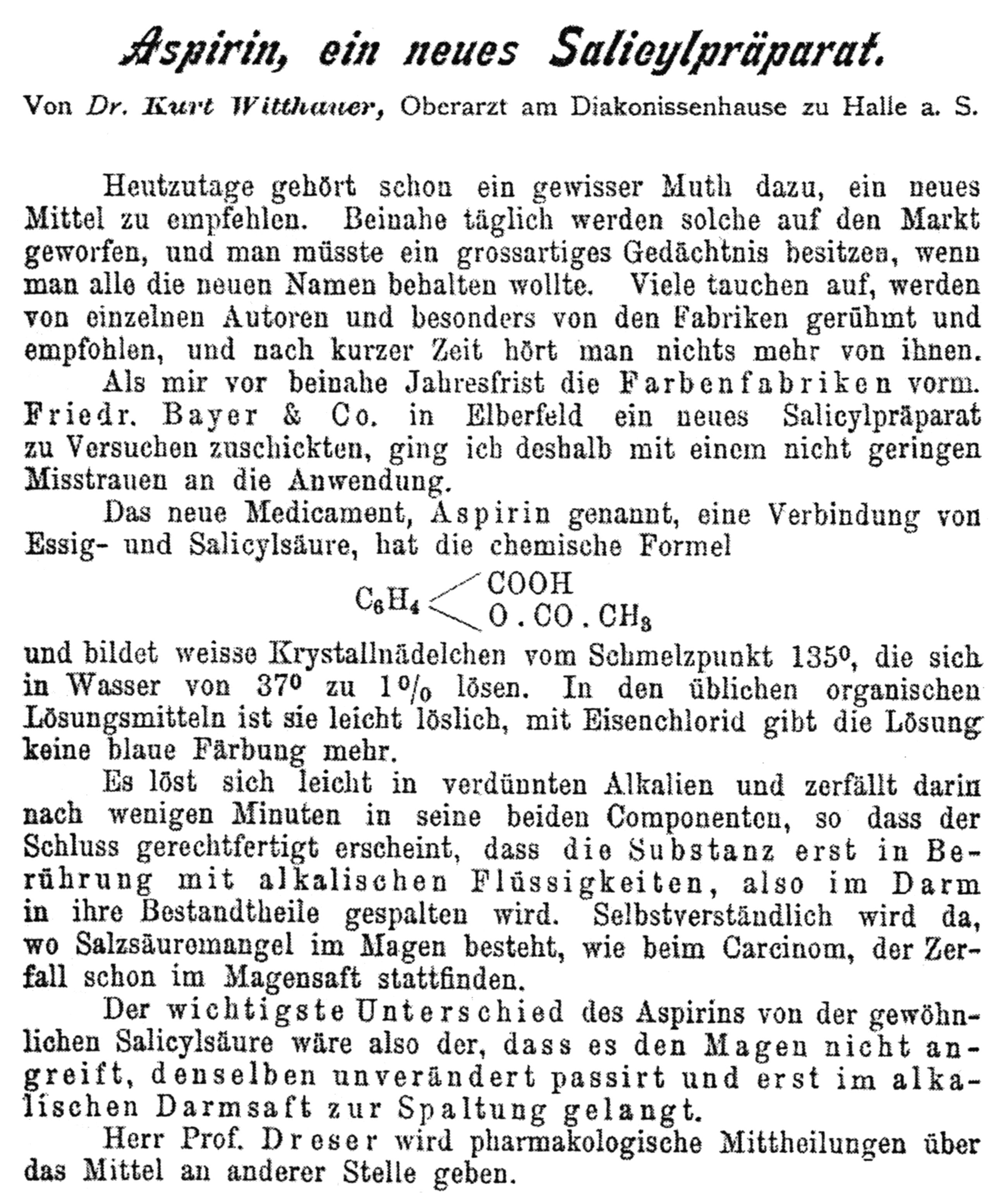
Kurt Witthauer: Aspirin, ein neues Salicylpräparat

## Leistungen
Das Diakonissenhaus Halle/Saale bezeichnet Kurt Witthauer als den „Vater des Aspirins“.
Er testete die Substanz Acetylsalicylsäure auf ihre Eigenschaften an fünfzig Patienten, prägte den Namen Aspirin und publizierte die erste klinische Studie über die Anwendung von Acetylsalicylsäure.

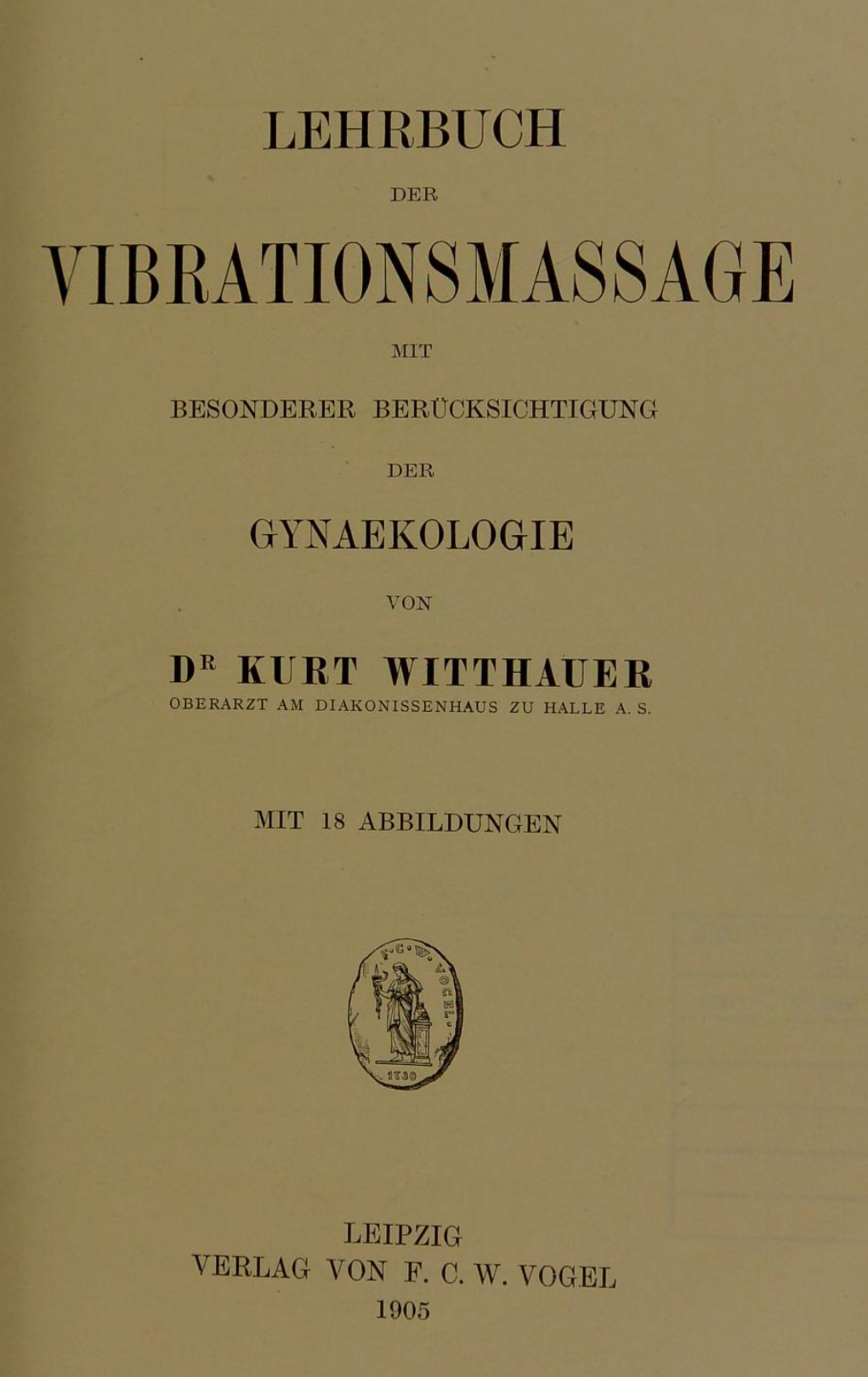
Medizinisch-wissenschaftliche Abhandlung der therapeutischen Vibrationsmassage in der Gynäkologie

Zudem verfasste  Witthauer mehrere medizinisch-wissenschaftliche Bücher, darunter eine der ersten Beschreibungen zur Vibrationsmassage in der Gynäkologie.